# Hanneke Schuitemaker

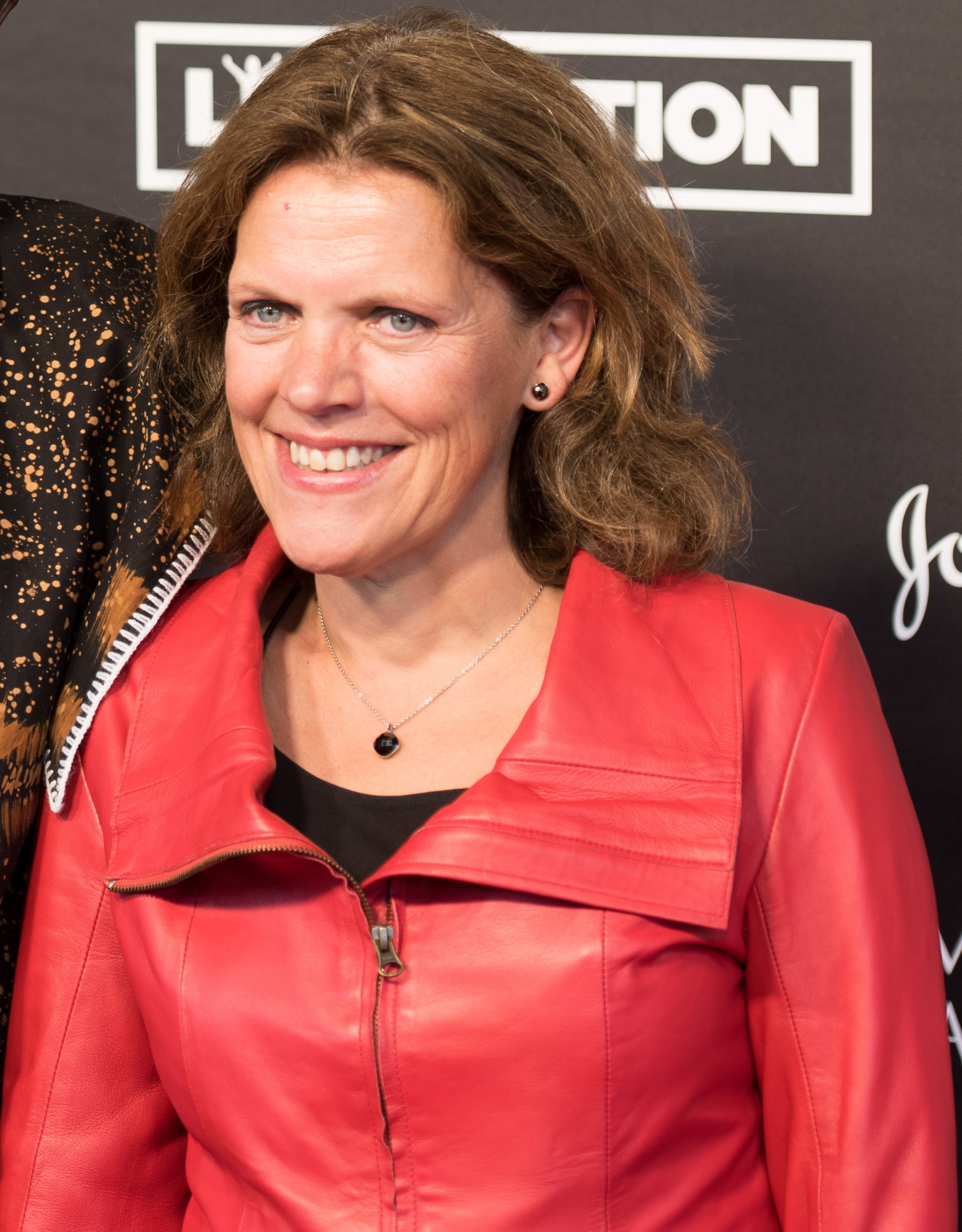
Hanneke Schuitemaker

Hanneke Schuitemaker (Velsen, 1964) is een Nederlands viroloog en hoogleraar virologie. Zij is mondiaal hoofd van de vaccinontwikkeling van het Amerikaans multinationale farmaceutisch concern Johnson & Johnson's, met als basis Janssen Vaccines & Prevention in Leiden.

## Opleiding en aanloop carrière
Schuitemaker studeerde van 1982 tot 1987 biologie aan de Vrije Universiteit Amsterdam. Hierna was zij tot 2008 werkzaam als wetenschappelijk onderzoeker bij het instituut voor bloedonderzoek Sanquin.
Hanneke Schuitemaker werd per 1 augustus 2004 benoemd tot hoogleraar virologie, in het bijzonder de viro-pathogenese van Aids, aan de faculteit der Geneeskunde van de Universiteit van Amsterdam (UvA).
Dankzij haar deelname aan de multidisciplinaire samenwerking tussen de Amsterdamse Gemeentelijke gezondheidsdienst, het AMC en Sanquin voor onderzoek van Hiv-infectie en Aids bij de doelgroep "homoseksuele mannen en intraveneuze druggebruikers" verwierf Schuitemaker zich een unieke positie in het onderzoeksveld dat vanaf het begin haar aandacht trok.
Vanaf 2010 bekleedde zij verschillende functies bij het Nederlandse biotechbedrijf Crucell, en na de overname van dit bedrijf door Johnson & Johnson, bij Janssen Vaccines in Leiden.
Sinds 2016 is Schuitemaker mondiaal hoofd virale vaccins bij Janssen Vaccines.

## Carrière
Schuitemaker begon in 1989 met onderzoek naar Aids/Hiv. Terwijl haar interesse primair uitging naar het virus zelf, wilde zij ook meer te weten komen over de patiënten die aan de aandoening leden. Daarom nam zij deel aan een uitwisselingsprogramma met patiënten. Haar contacten tijdens dit programma verdiepten haar motivatie om de aandoening beter te begrijpen en bij te dragen aan de ontwikkeling van een vaccin. om de infectieziekte te behandelen. Ze bestudeerde de pathogenese van Hiv-1 gedurende haar hele loopbaan. Haar vroegste onderzoek focuste op de vraag of Hiv ook andere cellen in het lichaam dan T-cellen, waaronder cellen in het brein en de longen, kan aantasten.  
Ze deed dit onderzoek bij Sanquin, het Nederlandse Bloed-onderzoeksinstituut in Amsterdam, waar zij in 1998 werd benoemd tot hoofd van de afdeling voor klinische viro-immunologie. Schuitemaker werd ook betrokken in het maatschappelijk beleid en trad o.a. op als adviseur voor diverse goede-doelen-acties ten behoeve van de ontwikkeling van vaccins. 
Schuitemaker verhuisde in 2008 met haar researchgroep naar het  Academisch Medisch Centrum in Amsterdam, waar zij hoofd werd van de afdeling "Experimentele Immunologie” werd. 
In 2010 stapte ze over naar Crucell, dat toen een onafhankelijk Nederlands biotechbedrijf was. Twee weken later werd Crucell overgenomen door  Johnson & Johnson, waarna de naam Crucell veranderde in Janssen Vaccines & Prevention BV 
Schuitemaker werd benoemd tot mondiaal hoofd Virale Vaccinontwikkeling en Translationele Geneeskunde. 
Bij Janssen Vaccines werkt zij o.a. aan het universele griepvaccin, een RSV-vaccin, en een vaccin tegen ebola. Ook begon ze weer te werken aan vaccins voor bescherming tegen ‘’hiv”-1.
Het kandidaat Hiv-vaccin waaraan zij werkt heeft een beschermend effect tegen AIDS bij makaken. 
In 2018 werd aangetoond dat met Schuitemakers vaccin een immuniteitsreactie tegen Hiv wordt opgewekt bij mensen. Het resultaat van Imbokodo, een test van de potentie van dit vaccin, bedoeld om de levens van duizenden jonge vrouwen in Sub-Sahara Afrika te redden, wordt in 2021 verwacht.

## Vaccin tegen COVID-19-virus
Al vroeg in de coronapandemie verklaarde Schuitemaker dat JNJ een vaccin tegen de onbekende infectieziekte wilde ontwikkelen. De benadering van haar team startte met het bekend worden van de genetische code van SARS-CoV-2, de veroorzaker van de ziekte COVID-19. De verschillende vaccinkandidaten werden vanaf maart 2020 getest.
Medio mei maakte ze bekend dat de meest hoopvolle vaccinvariant van Janssen in juli 2020 getest zou worden op mensen. In november 2020 maakte Jansen Vaccines bekend dat het gereedkomen van het COVID-vaccin enkele maanden was vertraagd door een onbekende ziekte bij één proefpersoon in fase 3.
De Amerikaanse toezichthouder FDA keurde het Johnson & Johnson Covid-19-vaccin goed voor gebruik op 27 februari 2021. Goedkeuring door het Europees Geneesmiddelenbureau volgde op 11 maart, waarna ook de Europese Commissie haar zegen aan het in Leiden ontwikkelde vaccin gaf..

## Trivia
- Van 2003 tot 2004 bracht zij een sabbatical door aan het Scripps Research Institute, een non-profit medisch onderzoeksinstituut in de Verenigde Staten.

## Privé
Schuitemaker scheidde in 2015 na 31 jaar huwelijk. Uit het huwelijk heeft zij drie zonen.